# Omenuke Mfulu
Omenuke Mfulu, né le 20 mars 1994 à Poissy en France, est un footballeur international congolais. Il évolue actuellement au poste de milieu défensif au Deportivo La Corogne.

## Biographie
Omenuke Mfulu a grandi à Vitry-sur-Seine et a étudié au lycée Jean Macé de Vitry-sur-Seine.

### En club
Omenuke Mfulu, en provenance du centre de formation du LOSC Lille, rejoint le Stade de Reims en juillet 2013, où il se révèle très vite par ses performances, dans l'équipe réserve. Il signe son premier contrat professionnel avec le club champenois en janvier 2014, et fait ses débuts dans le championnat de Ligue 1. Il participe au maintien de son club parmi l'élite et convainc ses dirigeants de prolonger son contrat jusqu'en 2018.
Le 5 août 2017 il s'engage pour 2 saisons au Red Star FC.

### En équipe nationale
Il participe avec l'équipe de République démocratique du Congo des moins de 20 ans, au Tournoi de Toulon 2013.

## Statistiques
| Saison                | Club                  | Championnat           | Championnat | Championnat | Championnat | Coupe(s) nationale(s) | Coupe(s) nationale(s) | Coupe(s) nationale(s) | Sélection | Sélection | Sélection | Sélection | Total | Total | Total |
| Saison                | Club                  | Division              | M.          | B.          | P.d.        | M.                    | B.                    | P.d.                  | Équipe    | M.        | B.        | P.d.      | M.    | B.    | P.d.  |
| 2014-2015             | Stade de Reims        | Ligue 1               | 7           | 0           | 1           | 1                     | 0                     | 0                     | -         | -         | -         | -         | 8     | 0     | 1     |
| 2015-2016             | Stade de Reims        | Ligue 1               | 13          | 0           | 0           | 2                     | 0                     | 0                     | -         | -         | -         | -         | 15    | 0     | 0     |
| 2016-2017             | Stade de Reims        | Ligue 2               | -           | -           | -           | -                     | -                     | -                     | -         | -         | -         | -         | 0     | 0     | 0     |
| Sous-total            | Sous-total            | Sous-total            | 20          | 0           | 1           | 3                     | 0                     | 0                     | -         | -         | -         | -         | 23    | 0     | 1     |
| 2017-2018             | Red Star FC           | National              | 22          | 0           | 1           | 1                     | 0                     | 0                     | -         | -         | -         | -         | 23    | 0     | 1     |
| 2018-2019             | Red Star FC           | Ligue 2               | 27          | 0           | 0           | 3                     | 0                     | 0                     | -         | -         | -         | -         | 30    | 0     | 0     |
| Sous-total            | Sous-total            | Sous-total            | 49          | 0           | 1           | 4                     | 0                     | 0                     | -         | -         | -         | -         | 53    | 0     | 1     |
| 2019-2020             | Elche CF              | LaLiga                | 18          | 0           | -           | 7                     | 0                     | 0                     | -         | -         | -         | -         | 25    | 0     | 0     |
| 2020-2021             | Elche CF              | LaLiga                | 20          | 0           | -           | 2                     | 0                     | 0                     |           | 1         | 0         | 0         | 23    | 0     | 0     |
| Sous-total            | Sous-total            | Sous-total            | 38          | 0           | 0           | 9                     | 0                     | 0                     | -         | 1         | 0         | 0         | 48    | 0     | 0     |
| 2021-2022             | UD Las Palmas         | LaLiga 2              | -           | -           | -           | -                     | -                     | -                     | -         | -         | -         | -         | 0     | 0     | 0     |
| Sous-total            | Sous-total            | Sous-total            | -           | -           | -           | -                     | -                     | -                     | -         | -         | -         | -         | 0     | 0     | 0     |
| Total sur la carrière | Total sur la carrière | Total sur la carrière | 33          | 0           | 0           | 4                     | 0                     | 0                     | -         | 1         | 0         | 0         | 38    | 0     | 0     |